# Facebook暨Meta公司年表
本條目列出Facebook母公司Meta公司發展的重大事件。

## 主要趨勢

### 使用者
| 時間                 | Facebook的主要發展 |
| -------------------- | --- |
| 2004年1月－2006年9月 | Facebook逐漸放寬使用者註冊的條件限制，最初在2004年1月時僅限哈佛大學師生註冊，接著擴展到更多所美國和加拿大的大學，隨後將更多其他國家的學校納入範圍。最後在2006年9月正式對一般大眾開放，讓所有年滿13歲且持有有效電子郵件地址的人可註冊成為用戶。 |
| 2006年9月－          | 雖然Facebook的使用者人數持續增加，但Facebook的註冊條件大致相同。在某一時間點後，Facebook開始允許使用者以電子郵件地址或手機號碼註冊。這使得沒有電子郵件帳戶的使用者也能成為Facebook的註冊使用者。                                               |

### 產品
| 時間                                       | Facebook的主要發展 |
| ------------------------------------------ | --- |
| 2005年起，在2006年9月－2009年9月間專注發展 | Facebook陸續開發了許多奠定日後使用者經驗的核心社交基礎架構。包括上傳照片及標記朋友（2005年10月和12月）、Facebook動態消息（News Feed，2006年9月）。2007年5月推出Facebook Platform，可讓開發者製作在Facebook內使用的應用程式。2009年加入了可使用「@」標籤在貼文和回應中標記朋友的功能。 |
| 2009年－2011年間專注發展                   | Facebook希望成為網路的「社交層」（social layer），推出Facebook Connect（現已中止），讓外部網站可加入Facebook的「讚」按鈕，並讓使用者可以Facebook帳號登入網站。 |
| 2012年起，包括2010年和2011年的部分先期行動 | Facebook to sim |
| 2011年起                                   | Facebook保留了部分核心社交基礎架構，將個人檔案頁面和塗鴉牆以新的「動態時報」（Timeline）取代，並推出新的社交圖表搜尋（Facebook Graph Search）取代舊有的搜尋方式。2013年3月Facebook曾宣布大幅重新設計動態消息頁面的計劃，但數個月後計劃被取消。                                        |
| 2013年起                                   | Facebook向Twitter市場挑戰，包括支援主題標籤（hashtag）和主題標籤搜尋，並據此推出熱門主題區塊（trending topics）。 |

## 完整年表
| 年份   | 日期     | 類型           | 事件 |
| ------ | -------- | -------------- | --- |
| 2003年 | 10月28日 | 前身           | 扎克伯格製作了Facebook的前身：「Facemash」。根據哈佛校報《The Harvard Crimson》，該網站會從校內的網路上收集照片，將兩張照片並排後讓使用者選擇「較火辣」的照片。 |
| 2004年 | 1月      | 建立           | 马克·扎克伯格開始編寫製作Facebook。 |
| 2004年 | 1月11日  | 建立           | 扎克伯格註冊thefacebook.com網域名。 |
| 2004年 | 2月4日   | 建立           | 扎克伯格將Facebook以哈佛大學校內社交網路形態推出。 |
| 2004年 | 3月      | 使用者         | Thefacebook.com擴展營運範圍至哥倫比亞、史丹佛和耶魯大學。 |
| 2004年 | 4月13日  | 財務/法律      | 扎克伯格和艾杜拉多·薩佛林（Eduardo Saverin）、達斯汀·莫斯克維茲（Dustin Moskovitz）合資成立公司Thefacebook.com LLC。 |
| 2004年 | 6月      | 財務/法律      | Thefacebook.com獲得來自PayPal共同創辦人彼得·西爾（Peter Thiel）的第一筆投資50萬美元。 |
| 2004年 | 6月      | 財務/法律      | Facebook轉型成立新公司，西恩·帕克（曾任職於Napster）成為總裁。 |
| 2004年 | 6日      | 地點           | Thefacebook.com將營運基地搬遷至加州帕羅奧圖。 |
| 2005年 | 9月2日   | 使用者         | 扎克伯格推出Facebook高中版。 |
| 2005年 | 12月11日 | 使用者         | 澳洲和紐西蘭的大學也加入了Facebook，至此，Facebook中總共有超過2000所大學和高中。 |
| 2006年 | 2月27日  | 使用者         | Facebook應用戶要求允許大學生把高中生加為他們的朋友。 |
| 2006年 | 3月28日  | 收購           | Facebook可能被收購的報導傳出，最初條件為7.5億美元的收購條件，之後傳聞收購價達22.5億美元。。同年4月，Peter Thiel、Greylock Partners和Meritech Capital Partners額外投資了2500萬美元 |
| 2006年 | 5月      | 使用者         | Facebook擴展到印度的印度理工學院和印度管理學院。 |
| 2006年 | 6月      | 財務/法律      | Facebook控告Quizsender.com抄襲其設計風格，求償10萬美元。 |
| 2006年 | 7月25日  | 產品           | Facebook增加了更多提高收入機會的功能。譬如在和蘋果iTunes的合作推廣活動中，加入“蘋果學生小組”的用戶可以在9月10日之前每周下載25首單曲。 |
| 2006年 | 8月      | 使用者         | Facebook加入了德國的大學和以色列的高中。 |
| 2006年 | 8月22日  | 產品           | Facebook推出Facebook記事本功能，為一個可以加入標籤、插入圖片、評論的博客服務。同时用戶可以從其他博客服務中導入。 |
| 2006年 | 9月      | 收購           | 隨著MySpace被新聞集團收購，出現了Facebook會被一家大型媒體公司收購的傳聞。Facebook的創始人Zuckerberg說過他不想出售公司，並否認這些傳聞。 |
| 2006年 | 9月26日  | 使用者         | Facebook正式對所有13歲以上持有有效電子郵件的用戶開放。 |
| 2006年 | 10月     | 收購           | 隨著Google以16億美元收購YouTube，有傳聞說Google開價23億美元欲從雅虎手中搶購Facebook。 |
| 2007年 | 5月10日  | 產品           | Facebook宣布稱為“Facebook市場”的免費分類廣告計劃，直接和其他分類廣告站點（如：Craigslist）競爭。這個被稱為“Facebook市場”的功能，於5月14日上線。 |
| 2007年 | 5月14日  | 產品           | “Facebook市場”上線。 |
| 2007年 | 5月24日  | 產品           | Facebook推出應用編程接口（API）。第三方軟件開發者可以開發在Facebook網站運行的應用程序。稱為Facebook開放平台（Facebook Platform）。 |
| 2007年 | 6月      | 產品           | 和iTunes的合作繼續為用戶提供免費音樂單曲下載。 |
| 2007年 | 7月      | 被Facebook收購 | Facebook完成了第一次對其他公司的收購，從布雷克·罗斯和喬·休伊特手中收購了Parakey。 |
| 2007年 | 7月24日  | 人事           | Facebook聘用YouTube的前CFO Gideon Yu为CFO，替換了Michael Sheridan。 |
| 2007年 | 8月      | 其他           | Facebook成為《新聞周刊》的封面故事。 |
| 2007年 | 11月     | 使用者         | Alexa的数据显示Facebook成为世界最大社交网站。，Facebook和MySpace的排序几经易位 |
| 2008年 | 3月      | 產品           | Facebook推出德语版、西班牙语版和法语版。据报道，法语版是由4000多名法国用户的协助下完成的，法国用户协助进行了网络术语的翻译并投票选择了最佳方案。 |
| 2008年 | 5月28日  | 其他           | 《纽约时报》报道指有个以时任中国国务院总理温家宝名义建立的页面获得超过1.5万名支持者，成为该网站最受欢迎政治名人之一，排在第3位，仅次于奥巴马和。Facebook在中国大陆的知名度也因此提高。 |
| 2008年 | 6月      | 使用者         | comScore公布统计数据称，Facebook自当年4月起的访问量已超过MySpace跃居全球第一，并迅速在互联网传播。而Opera软件公司于当年12月公布的数据也支持了这一结论。 |
| 2008年 | 6月20日  | 產品           | Facebook推出简体中文版服务中国大陆用户，同时也提供了2个繁体中文版本，面向香港和台湾用户。 |
| 2008年 | 7月初    | 封鎖           | Facebook被大陸防火长城不完全封锁，当时使用者仍可以间歇性地看到部分内容，中共並無说明任何原因。 |
| 2008年 | 7月底    | 封鎖           | 因中國举办北京奥运会，Facebook封锁被解除。 |
| 2008年 | 7月23日  | 產品           | Facebook宣布推出单点登录系统Facebook Connect，12月4日向用户开放。该服务的推出用以抗衡MySpace的Data Availability与Google的Friend Connect。 |
| 2008年 | 12月4日  | 產品           | Facebook Connect向用户开放。 |
| 2009年 | 2月      | 產品           | Facebook加入OpenID基金会。 |
| 2009年 | 3月      | 產品           | Facebook进行了一次重要改版，使得页面很像Twitter的“状态流”，并宣布会开放其API。 |
| 2009年 | 7月7日   | 封鎖           | 因7月5日乌鲁木齐市发生骚乱事件，Facebook再次被封锁。 |
| 2009年 | 8月6日   | 其他           | 《中国国防报》发表文章指责Twitter、Facebook和YouTube是“西方敌对势力”的宣传与「颠覆工具」，并称“要加快提高网络隔绝、屏蔽、锁定和反击网上攻击的能力”。 |
| 2009年 | 8月10日  | 被Facebook收購 | Facebook收购了曾被其使用過創意 的FriendFeed。两家公司都没有对外透露交易具体金额。消息人士称这起交易额为5000万美元左右。 |
| 2010年 | 2月10日  | 產品           | Facebook开始研发代号为titan的电子邮箱系统，并预计在2010年底向公众发布。 |
| 2010年 | 3月      | 財務/法律      | Facebook註冊成立了Facebook新加坡分公司，分公司的資本額为1新加坡元。 |
| 2010年 | 4月22日  | 產品           | 在Facebook的开发者会议F8上，微软宣布依托Facebook Connect推出微软文档，以挑战在电子文档领域居于领先地位的Google文件，同时，Yelp、Pandora等公司也宣布将旗下产品与Facebook加强整合。Facebook借以将其内容整合至更多网站。                                                                                |
| 2010年 | 7月8日   | 其他           | 中國社會科學院發表一份報告，指責Facebook實爲西方國家顛覆中国政權的「顛覆工具」，随后Facebook在大陆一直被封锁，同时，在2010年和2012年也相繼传出Facebook将进入大陆市场的消息，但前景却不被人看好。一些人指出由于长期遭到封锁，Facebook将会被已经在大陸有庞大用户群的人人网和开心网等社交网站排挤。     |
| 2010年 | 12月20日 | 其他           | 扎克伯格到访中国大陆，四天行程包括去雍和宫和后海休闲，也从北到南一共与四大中国IT企业创办人会面，包括百度的李彦宏、中国移动的王建宙、新浪的曹国伟和阿里巴巴的马云。因Facebook在中国受到封锁，所以有中国媒体调侃说，扎克伯格应该这样介绍自己：“你好，我是‘404无法访问’的网站的创始人，马克·扎克伯格。” |
| 2011年 | 1月      | 其他           | 中國大陸浙江省委常委及组织部长蔡奇在微博上称“Facebook是这几年美国硅谷成长最好的社交网络……扎克伯格访华显然表明了对中国互联网市场的兴趣。遗憾的是，Facebook在国内还无法访问。” |
| 2011年 | 1月      | 使用者         | 尽管Facebook在大陸被中共严密封锁，但其大陸使用者在2011年的1月至3月仍然出现大幅增长，使用者从30万人迅速發展到超过70万人。 |
| 2011年 | 2月8日   | 財務/法律      | Facebook宣布在香港设立广告销售办事处，为香港和台湾市场提供服务。这是继2010年在新加坡设立首个办事处以来，公司在亚洲的第二个销售办事处。香港办事处将为香港及台湾的广告公司及市场推广人员提供支持，而新加坡办事处则支持新加坡及东南亚的业务。                                                           |
| 2011年 | 2月9日   | 用戶           | 香港媒体报道称，Facebook的香港用户人数，由2008年底的145.85万增长1.52至367.36万，即每两个香港人中，就有一个拥有Facebook的帐户。台湾的增长更快，由08年底的11.3万个用户，增至去年底的975.26万。 |
| 2011年 | 2月19日  | 其他           | 当茉莉花革命席卷阿拉伯世界时，2月19日起既有以「中國茉莉花革命」為名的支持者專頁宣傳关于大陸茉莉花革命最新訊息，号召大陸网友于20日在大陸各大城市举行茉莉花革命，在短時間即有萬人支持。 |
| 2011年 | 3月      | 使用者         | Social Bakers的数据显示Facebook目前有659060个大陸使用者，大陸使用者的增长率高达612.19%，大陸在使用者數量上排名82位，这一使用者数量占网民人口的0.16%和全區公民的0.05%。而在大陸的4.2亿网民中，有1.6亿人注册了人人网。                                                                                 |
| 2012年 |          | 用戶           | 在美國，因為Facebook造成疏離感及隱私權爭議，已出現降溫現象，不僅越來越多年輕人拒絕加入，退出者也不在少數。根據「美國顧客滿意度指數」調查顯示，自從推出「動態時報」介面以來，因顯示個人資訊的方式及大量的廣告，臉書使用者滿意度大幅下降，且網站流量已經不如推特、維基百科、Google+等。                |
| 2012年 | 2月1日   | 財務/法律      | Facebook向美國證券交易委員會提交集資規模為50億美元的上市申請。上市申請文件披露Facebook目前有8.45億活躍用戶，2011年純利增至10億美元，增長率為65%，年營業額為37.1億美元。預期2012年資本支出為16-18億美元。截至2011年底，全職員工共有3200人。                                                           |
| 2012年 | 4月10日  | 被Facebook收購 | Facebook以10億美元嘗試收購智能手機相片分享應用軟件公司Instagram，Instagram CEO凱文·斯特羅姆（Kevin Systrom）將獲利4億美元，佔10%股份的克里格（Mike Krieger）得1億美元，13名員工將平分1億美元，平均每人獲770萬美元。                                                                                  |
| 2012年 | 4月13日  | 被Facebook收購 | Facebook收購Tagtile。該公司專門協助商人和商店東主尋找顧客，每當有顧客進入他們的商店，只要利用智能手機「打卡」（check-in），便可獲得獎賞優惠。 |
| 2012年 | 5月18日  | 財務/法律      | Facebook通过首次公开募股正式在纳斯达克上市，以38美元定價，集資184億美元（約1,428億港元），成为美国历史上第三大首次公开募股案例。 |
| 2012年 | 5月19日  | 被Facebook收購 | Facebook收購舊金山社交禮品應用開發商Karma Science。 |
| 2012年 | 6月19日  | 被Facebook收購 | Facebook收購容貌辨識公司face.com，消息指是次交易金額最高達1億美元。 |
| 2012年 | 7月17日  | 被Facebook收購 | Facebook收購流動社交書籤公司Spool，未來將關閉Spool書籤服務，整個團隊併入Facebook公司。 |
| 2012年 | 12月12日 | 財務/法律      | S&P Dow Jones Indices宣佈，Facebook將在12月20日收盤後取代自動測試設備供應商Teradyne Inc.（費城半導體指數成分股）成為標準普爾500指數成分股。 |
| 2013年 |          | 產品           | Facebook英語版的「社交圖表搜尋」和首頁的新介面將會在這一年內推出。另外，並不是所有Facebook使用者的動態時報都已經換成新版「單欄式」動態時報。非英語版語系有些仍然是舊版，而粉絲專頁仍然是舊版動態時報的樣式                                                                                           |
| 2013年 | 4月4日   | 產品           | Facebook發表Facebook Home，而Facebook會以HTC First作為第一隻Facebook Home手機，之後會支援到近期Android手機。 |
| 2013年 | 4月12日  | 產品           | Facebook Home在Google Play商店上架。 |
| 2013年 | 4月22日  | 地點           | Facebook宣佈將耗資15億美元，在愛荷華州的阿尔图纳（Altoona）建造占地一百四十萬平方米的Facebook最大的數據中心（代號：彈弓）。 |
| 2013年 | 6月12日  | 產品           | Facebook發表了支援使用「hashtag」。 |
| 2013年 | 7月18日  | 被Facebook收購 | Facebook收購英國代碼軟件公司Monoidics。 |
| 2014年 |          | 其他           | 美國《時代》雜誌在其網站上推出一個Facebook時鐘，以表示使用者這十年來總共浪費多少時間與生命在Facebook上面。 |
| 2014年 | 1月28日  | 使用者         | 據“越南網”顯示，Facebook已經正式在越南通過其媒體和廣告合作夥伴的合作，目前在越南擁有大約20萬個用戶帳號。 |
| 2014年 | 2月4日   | 產品           | Facebook创辦十週年，同日推出十週年感謝短片，以答謝十年來各地用戶之支持。 |
| 2014年 | 2月13日  | 產品           | Facebook開放用戶自訂性別選項，不再侷限「男性」或「女性」兩種，多了「變性」或「雙性」等選擇。 |
| 2014年 | 2月19日  | 被Facebook收購 | Facebook以190億美元現金和股票收購即時通訊新創公司WhatsApp，尋求擴展行動裝置用戶群。 |
| 2014年 | 3月      | 產品           | Facebook宣佈將關閉電子郵件服務。 |
| 2014年 | 3月25日  | 被Facebook收購 | Facebook以現金加股票方式，收購成立僅兩年的虛擬現實頭戴設備創業公司 Oculus VR Inc.，作價約為20億美元（即155億港元） 。作價中包括4億美元現金及2,310萬股Facebook股票。 |
| 2014年 | 4月24日  | 被Facebook收購 | Facebook收購健康跟蹤移動應用Moves的廠商ProtoGeo Oy。Facebook沒有透露這項交易的價格。 |
| 2014年 | 4月24日  | 產品           | Facebook宣佈推出新聞服務FB Newswire，一種面向新聞記者的最新服務。 |
| 2014年 | 6月3日   | 被Facebook收購 | Facebook宣佈將收購芬蘭移動互聯網服務創業公司Pryte。Pryte的服務主要面向欠發達地區沒有訂購無線數據服務的手機用戶，向他們銷售短期的上網服務，允許他們訪問特定的移動應用。 |
| 2015年 | 1月29日  | 成立辦公室     | 台灣分公司舉行成立及辦公室開幕典禮。「台灣臉書有限公司」（Taiwan Facebook Limited）於2014年12月24日註冊。 |
| 2015年 | 1月5日   | 被Facebook收购 | Facebook宣布收购语音识别技术初创公司Wit.ai,发力语音识别领域，交易金额未透露。 |
| 2016年 | 2月26日  | 產品           | Facebook新增了5種反應，包括「大心」（Love）、「」（Haha）、「」（Wow）、「」（Sad）及「怒」（Angry）。 |
| 2016年 | 3月18日  | 產品           | Facebook Messenger推出“投籃遊戲”的隱藏功能。 |
| 2017年 | 8月18日  | 其他           | Facebook Messenger支援RTF，如粗體、斜體等，另亦透過KaTeX支援LaTeX格式。 |
| 2018年 | 10月13日 | 其他           | Facebook被曝再次泄露数据：涉及用户账号数达3000万；在此次事件中，黑客总共登入了约3000万个用户账号，并窃取了2900万个账号的用户姓名和联系信息。不过Facebook官方表示，本次泄漏事件仅涉及了一些普通信息，并无高度隐私的信息和财产损失。                                                                   |

## 資料來源
1. ↑  Tabak, Alan J. . The Harvard Crimson (Cambridge, MA). 2004-02-09  [2008-11-07]. （原始内容存档于2005-04-03）.
2. ↑  Kim-Mai Cutler. . VentureBeat. 2010-07-20  [2012-02-09]. （原始内容存档于2011-12-30）.
3. ↑  . facecrooks.com. 12 January 2011  [2 September 2012]. （原始内容存档于2019-10-16）.
4. ↑  Seward, Zachary M. . The Wall Street Journal. 2007-07-25  [2008-04-30]. （原始内容存档于2012-09-15）.
5. ↑  Author, Guest. . Readwriteweb.com. 2009-05-10  [2012-02-09]. （原始内容存档于2012-02-01）.
6. ↑  . Exeter.edu. 2007-01-24  [2012-02-09]. （原始内容存档于2012-02-02）.
7. ↑  . Facebook. 2007-01-01  [2008-03-05]. （原始内容存档于2009-07-15）.
8. ↑  Owen Thomas. . ValleyWag. 2007-07-20  [2014-02-22]. （原始内容存档于2010-07-22）.
9. ↑  . The Age. 2008-01-20  [2008-04-30]. （原始内容存档于2018-12-26）.
10. ↑  Rosen, Ellen. . The New York Times. 2005-05-26  [2009-05-18]. （原始内容存档于2011-05-12）.
11. ↑  Kornblum, Janet. . USA Today. 2006-01-08  [2014-02-22]. （原始内容存档于2012-04-26）.
12. ↑  Rosenbush, Steve. . BusinessWeek Online. 2006-03-28  [2006-04-03]. （原始内容存档于2012-06-14）.
13. ↑  Teller, Sam. . The Harvard Crimson. 2006-04-25  [2014-02-22]. （原始内容存档于2007-08-15）.
14. ↑  McCallum, Zoe. . The Oxford Student. 2006-06-01  [2014-02-22]. （原始内容存档于2006-06-21）.
15. ↑  Romanelli, Vincent. . The Cherwell. 2006-06-02  [2014-02-22]. （原始内容存档于2012-11-22）.
16. ↑  Cheng, Jacqui. . arstechnica. 2006-07-25  [2014-02-22]. （原始内容存档于2006-11-08）.
17. ↑  Mark Zuckerberg. . Facebook. 2006-09-08  [2006-09-13]. （原始内容存档于2009-04-24）.
18. ↑  Jesdanun, Anick. . Yahoo News. 2006-09-11.
19. ↑  Abram, Carolyn. . 2006-09-26  [2014-02-22]. （原始内容存档于2019-01-11）.
20. ↑  Jason Lee Miller. . WebProNews. 2006-10-10  [2006-10-11]. （原始内容存档于2006-11-02）.
21. ↑  Brad Stone, "Facebook to Offer Free Classifieds" （页面存档备份，存于） 2007-05-11 纽约时报
22. ↑  Kirkpatrick, David. "Facebook's plan to hook up the world" （页面存档备份，存于）. CNN Money, May 29, 2007.
23. ↑  Levy, Steven. . 2007-08-20  [2014-02-22]. （原始内容存档于2010-10-07）.
24. ↑  . 2007-07-25  [2014-02-22]. （原始内容存档于2014-03-27）.
25. ↑  .   [2014-02-22]. （原始内容存档于2011-08-31）.
26. ↑  .   [2014-02-22]. （原始内容存档于2016-03-04）.
27. ↑  . 网易科技. 2008-03-11  [2009-12-31]. （原始内容存档于2011-07-28）.
28. ↑  . 新华网 (腾讯). 2008-05-29  [2009-12-11]. （原始内容存档于2008-06-02）.
29. ↑  .   [2014-02-22]. （原始内容存档于2016-03-04）.
30. ↑  .   [2014-02-22]. （原始内容存档于2016-03-04）.
31. ↑  . 路透社. 2008-06-20  [2009-12-31]. （原始内容存档于2009-08-31）.
32. 1 2  . 华尔街日报. 2008-07-02  [2013-03-28]. （原始内容存档于2016-03-05）.
33. ↑  .   [2014-02-22]. （原始内容存档于2013-12-14）.
34. ↑  .   [2014-02-22]. （原始内容存档于2012-05-20）.
35. ↑  . TechCrunch. 2009-07-07  [2009-07-07]. （原始内容存档于2009-07-08）.
36. ↑  . Fast Company. 2009-07-07  [2009-07-07]. （原始内容存档于2009-07-10）.
37. ↑  . 中新网. 2009年8月6日  [2009年10月1日]. （原始内容存档于2009年10月2日）.
38. ↑  . 中央社. 2009-08-07  [2009-09-13]. （原始内容存档于2010-03-06）.
39. ↑  . 南洋视界. 2009-08-06  [2009-09-13]. （原始内容存档于2010-03-06）.
40. ↑  迟延年. . 中国军网. 2009-08-06  [2010-03-31]. （原始内容存档于2012-04-20）.中国解放军报2009年8月6日第3版国防论坛 截图 （页面存档备份，存于）
41. ↑  创新的价值：Facebook的山寨行为 （页面存档备份，存于） Facebook给自己的新闻推送（News Feeds）功能增加了一个“喜欢（like）”按钮。这招儿是从内容聚合社交网站FriendFeed那里学来的。
42. ↑  . 腾讯科技. 2009-08-11  [2009-10-07]. （原始内容存档于2011-08-20）.
43. ↑  . TechCrunch. 2009-08-10  [2009-10-07]. （原始内容存档于2009-10-08）.
44. ↑  .   [2020-09-25]. （原始内容存档于2015-06-24）.
45. ↑  .   [2014-02-22]. （原始内容存档于2013-12-14）.
46. ↑  . 明報. 2009-07-08  [2009-07-15]. （原始内容存档于2010-07-11）.
47. ↑  . 星洲日報. 2012-02-03  [2014-02-22]. （原始内容存档于2019-02-16）.
48. ↑  . 新浪网. 2010-04-23  [2010-07-02]. （原始内容存档于2010-05-05）.
49. ↑  . 中国企业家网. 2010-12-23  [2011-03-22]. （原始内容存档于2011-08-29）.
50. ↑  . 南方都市报. 2011-01-13  [2011-03-22]. （原始内容存档于2011-03-21）.
51. ↑  . 新浪游戏. 2011-02-10  [2011-03-22]. （原始内容存档于2011-02-13）.
52. ↑  . 东方早报. 2011-02-10  [2011-03-22]. （原始内容存档于2011-07-28）.
53. ↑  . 网易科技. 2011-02-09  [2011-03-22]. （原始内容存档于2011-02-13）.
54. ↑  Facebook，中國茉莉花革命 （页面存档备份，存于）
55. ↑  . CSDN. 2011-03-22  [2011-03-22]. （原始内容存档于2011-07-14）.
56. ↑  . 中時電子報（Yahoo奇摩新聞）. 2012-01-23  [2012-01-26]. （原始内容存档于2012-01-25） （中文（臺灣））.
57. ↑  . The Next Web, Inc. 2013-02-28  [2013-04-08]. （原始内容存档于2013-04-26）.
58. ↑  . 電週文化事業. 2013-04-08  [2013-04-08]. （原始内容存档于2013-08-01）.
59. ↑  . Facebook Newsroom. 2013-04-22  [2013-04-22]. （原始内容存档于2013-04-25）.
60. ↑  . The Telegraph. 2013-07-18  [2013-07-18]. （原始内容存档于2013-07-19）.
61. ↑  . Vulcan Post. 2014-01-28  [2014-01-28]. （原始内容存档于2014-01-30）.
62. ↑  . Facebook. 2014-02-04  [2014-02-04]. （原始内容存档于2014-02-04）.
63. ↑  臉書創舉 性別選項不侷限男女 （页面存档备份，存于），中央社，2014年2月14日
64. ↑  WhatsApp 臉書花190億美元買下 （页面存档备份，存于），中央社，2014年2月20日
65. ↑  . TechNews 科技新報. 2014-02-25  [2014-02-25]. （原始内容存档于2014-03-02）.
66. ↑  . Gigaom. 2014-04-24  [2014-04-24]. （原始内容存档于2014-04-25） （英语）.
67. ↑  . iThome. 2014-04-25  [2014-04-25]. （原始内容存档于2014-05-01）.
68. ↑  臉書登記台灣臉書　辦公室在信義誠品大樓27樓 （页面存档备份，存于）. 蘋果日報 (台灣). 2015-01-29.
69. ↑  Nicholas. . 36Kr. 2015-01-06  [2018-10-19]. （原始内容存档于2018-10-19）.
70. ↑  . 數位時代. 2016-02-25  [2016-02-26]. （原始内容存档于2016-02-26）.
71. ↑  . dcplus編輯室. 2016-02-25  [2016-02-26]. （原始内容存档于2016-02-26）.
72. ↑  . INSIDE 硬塞的網路趨勢觀察. 2016-03-18  [2016-03-18]. （原始内容存档于2016-03-19）.
73. ↑  Praveen Kumar Purushothaman. . My Adventures. August 18, 2017  [September 17, 2017]. （原始内容存档于2018-07-05）.
74. ↑  . reddit. August 18, 2017  [September 17, 2017]. （原始内容存档于2017-10-10）.
75. ↑  Isaac Browne. . Quora. August 19, 2017  [September 17, 2017].
76. ↑  . August 21, 2017  [September 17, 2017]. （原始内容存档于2019-02-16）.
77. ↑  新浪科技. . 新浪科技. 2018-10-13  [2018-10-19]. （原始内容存档于2018-10-14）.